# Нінурта-кудуррі-уцур I
Нінурта-кудуррі-уцур I (аккад. Ninurta-kudurrī-usur II; букв. «Нінурта, кордони бережи») — цар Вавилонії, правив приблизно в 987-984 до н. е. Брат Еулмаш-шакін-шумі.